# Myzostoma coronatum
Myzostoma coronatum is een ringworm uit de familie Myzostomatidae.
Myzostoma coronatum werd in 1884 voor het eerst wetenschappelijk beschreven door Graff.